# 제러미 워더스푼
제러미 워더스푼(영어: Jeremy Lee Wotherspoon, 1976년 10월 26일~)은 캐나다의 스피드스케이팅 선수이다.
1990년대 중반부터 스피드스케이팅 남자 단거리 부문에서 세계적인 선수로 두각을 나타냈다. 1997년 1000m에서 세계 신기록을 세운 이래 1000m와 500m에서 열 차례나 세계 신기록을 경신했다. 1998년 일본 나가노에서 열린 제18회 동계 올림픽에서 가장 유력한 금메달 후보였으나, 500m에서는 개최국 일본의 시미즈 히로야스 다음으로 은메달을 땄고, 1000m에서는 6위에 올랐다. 올림픽에서는 인연이 없어 2002년 미국 솔트레이크시티에서 열린 제19회 동계 올림픽에서도 기대를 모았으나, 500m에서 경기를 시작하자마자 넘어져서 기권했고, 2006년 이탈리아 토리노에서 열린 제20회 동계 올림픽에서도 메달을 따지 못했다. 2006년 시즌 후 잠시 휴식기를 가진 후 2007년~2008년 시즌에 복귀하여 2007년 11월 미국 솔트레이크시티에서 열린 월드컵 대회 500m에서 34.03초의 기록으로 대한민국의 이강석이 보유하고 있던 500m 세계 신기록을 경신하며 전성기를 되찾았다. 2008년 세계 종목별 선수권 대회 500m에서 다시 우승했다. 그는 월드컵에 특히 강하여 2010년 시즌까지 500m와 1000m에서 무려 67회나 우승하였으며, 남자 선수 중 통산 우승 기록이 가장 많다.
그러나 2008년~2009년 시즌 월드컵 대회 경기 도중 미끄러지면서 부상을 당하여 다시 슬럼프에 빠졌다. 동계 올림픽에 참가, 500m에서 9위, 1000m에서 14위를 한 후 은퇴했다. 2014년 동계 올림픽에 참가하기 위해, 2013년/2014년 시즌에 복귀했으나, 국내 대표 선발전에서 탈락하여 올림픽 출전이 좌절되었다.